# Lilli Hornig
Lilli Hornig (Ústí nad Labem, 22 de marzo de 1921-Providence, Rhode Island, 17 de noviembre de 2017) de soltera Schwenk, en checo: Lilli Schwenková; fue una científica checo-estadounidense que trabajó en el Proyecto Manhattan, además de activista feminista.

## Trayectoria

### Formación
Hornig nació en Ústí nad Labem en 1921. Sus padres eran Erwin Schwenk, un químico orgánico, y Rascha Shapiro, pediatra.
En 1929 su familia se mudó a Berlín. Cuatro años más tarde, ella y su madre llegaron a los Estados Unidos siguiendo a su padre, que se había mudado allí para escapar de los nazis. Al ser su padre judío, estaba amenazado con ser encarcelado en un campo de concentración.
Obtuvo su Grado en Bryn Mawr en 1942 y su Doctorado en la Universidad de Harvard en 1950. En 1943 se casó con Donald Hornig. Tuvieron cuatro hijos.

### Carrera profesional
Hornig se fue con su esposo al Laboratorio Nacional de Los Álamos, donde había conseguido un trabajo. Aunque originalmente se le pidió que tomara una prueba de mecanografía, se reconocieron sus habilidades científicas y se le dio un trabajo como científica en el personal del Proyecto Manhattan, en un grupo que trabajaba con el plutonio.
Más tarde se decidió que ese trabajo era demasiado peligroso para las mujeres, por lo que trabajó en lentes altamente explosivas. Mientras estaba en Los Álamos, firmó una petición instando a que la primera bomba atómica se usara en una isla deshabitada como demostración de su poder.
Más tarde, Hornig se convirtió en profesora de química en la Universidad de Brown, y presidenta del departamento de química del Trinity College en Washington D. C. Fue escogida por el presidente Johnson como miembro de una misión enviada a la República de Corea que realizó la fundación del Instituto de Ciencia y Tecnología de Corea.
Feminista, Hornig fue la directora fundadora de HERS (Higher Education Resource Services) (Servicios de Recursos para la Enseñanza Superior) bajo los auspicios del Comité para las Preocupaciones de las Mujeres en los Colegios y Universidades de Nueva Inglaterra organizado por primera vez por Sheila Tobias. Formó parte de comités de igualdad de oportunidades para la Fundación Nacional de Ciencias, el Instituto Nacional del Cáncer y la Asociación Estadounidense para el Avance de la Ciencia. Fue presidenta de investigación del Comité para la Igualdad de la Mujer en Harvard, consultando y participando en numerosos estudios sobre la educación y las carreras científicas de las mujeres.
Hornig fue consejera vitalicia de la Institución Oceanográfica Woods Hole y de la Escuela Wheeler.
Murió el 17 de noviembre de 2017 en Providence, Rhode Island, a los 96 años

## Obras
- Climbing the Academic Ladder: Doctoral Women Scientists in Academe (1979) OCLC 967445183
- Equal Rites, Unequal Outcomes: Women in American Research Universities. Innovations in Science Education and Technology. Springer Netherlands. 2012. ISBN 978-94-010-0007-9. Consultado el 19 de enero de 2018.
- Women Scientists in Industry and Government: How Much Progress in the 1970s. Washington, D.C., 1980. ISBN 9780309030236
- Scientific sexism, New York: New York Academy of Sciences, 1979. OCLC 802457414
- From My Life. The Memoirs of Richard Willstätter. New York: W.A. Benjamin, 1965. OCLC 612707312

## Documentales
Lilli Hornig fue entrevistada en el documental The Bomb.